# منتخب بلجيكا تحت 19 سنة لكرة القدم للسيدات
منتخب بلجيكا تحت 19 سنة لكرة القدم للسيدات (بالفرنسية: Équipe de Belgique féminine de football des moins de 19 ans)‏ هو ممثل بلجيكا الرسمي في المنافسات الدولية في كرة القدم في فئة كرة قدم تحت 19 سنة للسيدات .